# Здание парламента Шотландии
Здание парламента Шотландии (англ. Scottish Parliament Building; гэльск. Pàrlamaid na h-Alba; скотс Scots Pairlament Biggin) — это комплекс строений в центральной части Эдинбурга (районе Холируд), где проходят заседания парламента Шотландии. Строительство началось в июне 1999 года, а первые дебаты членов парламента в нём состоялись 7 сентября 2004 года. Торжественная церемония открытия прошла 9 октября 2004 года. Каталонский архитектор Энрик Миральес умер до окончания строительства (в 2000 году).

## Расположение
Здание парламента Шотландии расположено в километре от центра Эдинбурга на границе старого города и занимает площадь 1,6 гектара. Ранее на этом участке находилась штаб-квартира пивоваренной компании Scottish & Newcastle. Прилегающую к зданию территорию ограничивают Кэнонгейтский участок Королевской мили на севере, Хорс Вайнд (Horse Wynd, «Лошадиный переулок») на востоке и на западе Рейдз Клоуз (Reid’s Close, проход между Кэнонгейт и Холируд роуд). На юге участок граничит с культурно-образовательным центром Our Dynamic Earth, открытом в 1999 году; дальше на юге идёт склон холма Артурз Сит.

## История проекта

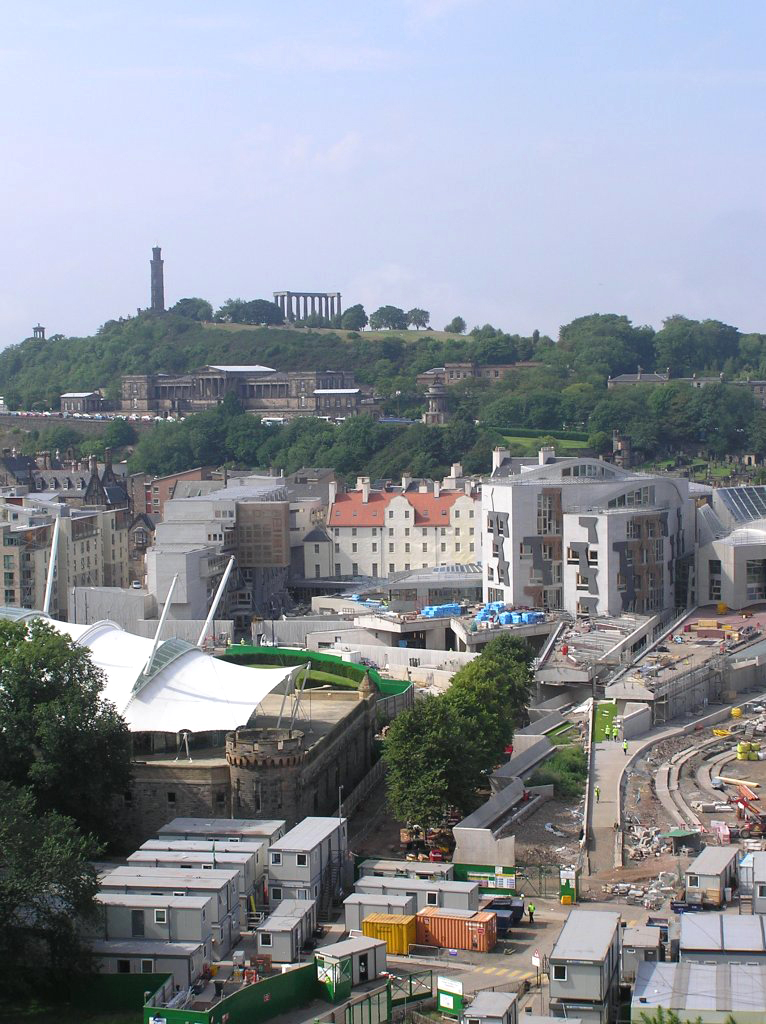
Комплекс зданий в процессе строительства (2004 год)

До 1707 года Шотландия была независимым государством со своим парламентом, заседавшим в здании парламента в Эдинбурге (сейчас в этом здании находится Верховный суд Шотландии). С подписанием Акта об объединении в 1707 году парламенты Англии и Шотландии были объединены в парламент Великобритании, заседающий в Вестминстерском дворце в Лондоне.
11 сентября 1997 года на референдуме было одобрено решение о создании независимого парламента Шотландии (начал работать в 1999 году). После этого возникла необходимость в строительстве нового здания для проведения его заседаний. В январе 1998 года под строительство был выбран участок в районе Холируд, затем был проведён международный конкурс на лучший проект здания, и его победителем в июле 1998 года стал каталонский архитектор Энрик Миральес. Для реализации этого проекта было создано совместное испано-шотландское предприятие EMBT/RMJM (Scotland) Ltd (его образовали британская архитектурная фирма RMJM London и каталонская фирма Enric Miralles Benedetta Tagliabue, EMBT). Работы начались в июне 1999 года и были завершены в 2004 году.

## План здания
1Главный вход;
2Площадь;
3Озеро;
4Башня прессы;
5Зал заседаний;
6Первая башня;
7Вторая башня;
8Третья башня;
9Четвёртая башня;
10Пятая башня, здание Кэнонгейт;
11Главная лестница;
12Вход для членов парламента;
13Садовый вестибюль;
14Сад;
15Дом Куинсберри;
16Здание членов парламента;
17Крыша, покрытая дёрном;
18Парковка и въезд для автомобилей;
19Ландшафтный парк
|  |

Здание парламента Шотландии представляет собой комплекс строений общей площадью 31 000 м². Основной задачей при строительстве здания было вписать его в окружающую местность (входящую в список Всемирного наследия ЮНЕСКО), в частности чтобы он гармонировал с расположенным рядом Холирудским дворцом и расположенным на территории комплекса здания Куинсберри (оба XVII века). При этом здание должно было быть современным и функциональным, отображать дух Шотландии и иметь уникальные черты. Все строения не выше шести этажей и имеют несколько стилей оформления. Наиболее узнаваемыми являются башни, в сечении напоминающие форму листьев и имеющие крыши наподобие днищ перевёрнутых лодок. В строительстве использовались характерные для Шотландии материалы — гнейс и гранит, в оформлении интерьеров — дуб и явор.
Большое внимание уделяется энергосберегающим технологиям: применяются современные теплоизолирующие материалы, на крыше здания Кэнонгейт установлены солнечные водонагреватели, для охлаждения здания используется холодная вода, поднимаемая с глубины в 25 метров.
Здание парламента открыто для посещений с понедельника по субботу, в нём проводятся экскурсии. В дни заседаний можно, купив билет, попасть на галерею зала заседаний. В вестибюле и других помещениях комплекса выставляется регулярно обновляемая коллекция живописи и скульптуры. За первые полгода после открытия здание парламента посетило 250 тысяч человек.

### Зал заседаний

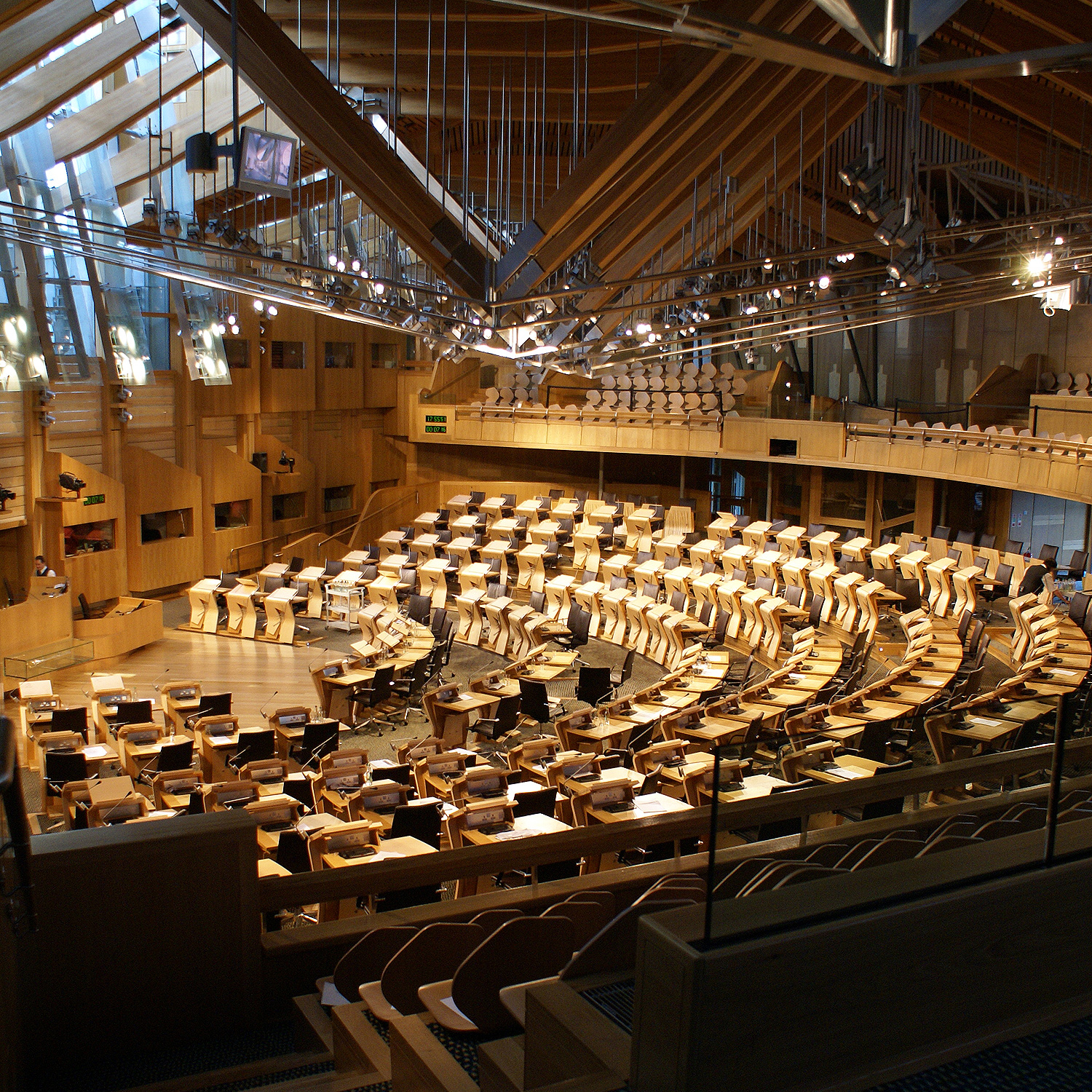
Зал заседаний парламента Шотландии

Основную часть зала заседаний занимают расположенные полукругом столы членов парламента и членов правительства (всего их 131). В центре полукруга размещаются депутаты правящей партии или коалиции, а по краям — оппозиция. На галерее вокруг зала могут разместиться до 255 представителя общественности, 18 гостей, а также есть 34 места для журналистов. Особая конструкция крыши из дубовых балок и стальных креплений позволяет перекрыть пролёт в 30 м без опорных колонн. Общая площадь зала заседаний составляет около 12 000 м², западная стена площадью 1000 м² сделана из стеклянных панелей. В марте 2006 года во время заседания парламента одна из балок крыши обвалилась, поскольку была плохо закреплена. Ремонт и проверка других балок занял более двух месяцев. В зале заседаний в стеклянной витрине находится церемониальная булава из серебра с позолотой; она используется при торжественном открытии парламента.

### Садовый вестибюль
Вестибюль является центральной частью комплекса, соединяющей зал заседаний, комнаты комитетов и административные офисы со зданием Куинсберри и зданием членов парламента. Здесь проходят официальные мероприятия и телевизионные интервью. Главной особенностью вестибюля являются 12 фонарей (окон в крыше) в форме листьев. Главная лестница ведёт из вестибюля в зал заседаний. Название «садовый вестибюль» (Garden Lobby) он получил благодаря расположенному рядом саду.

### Здание членов парламента

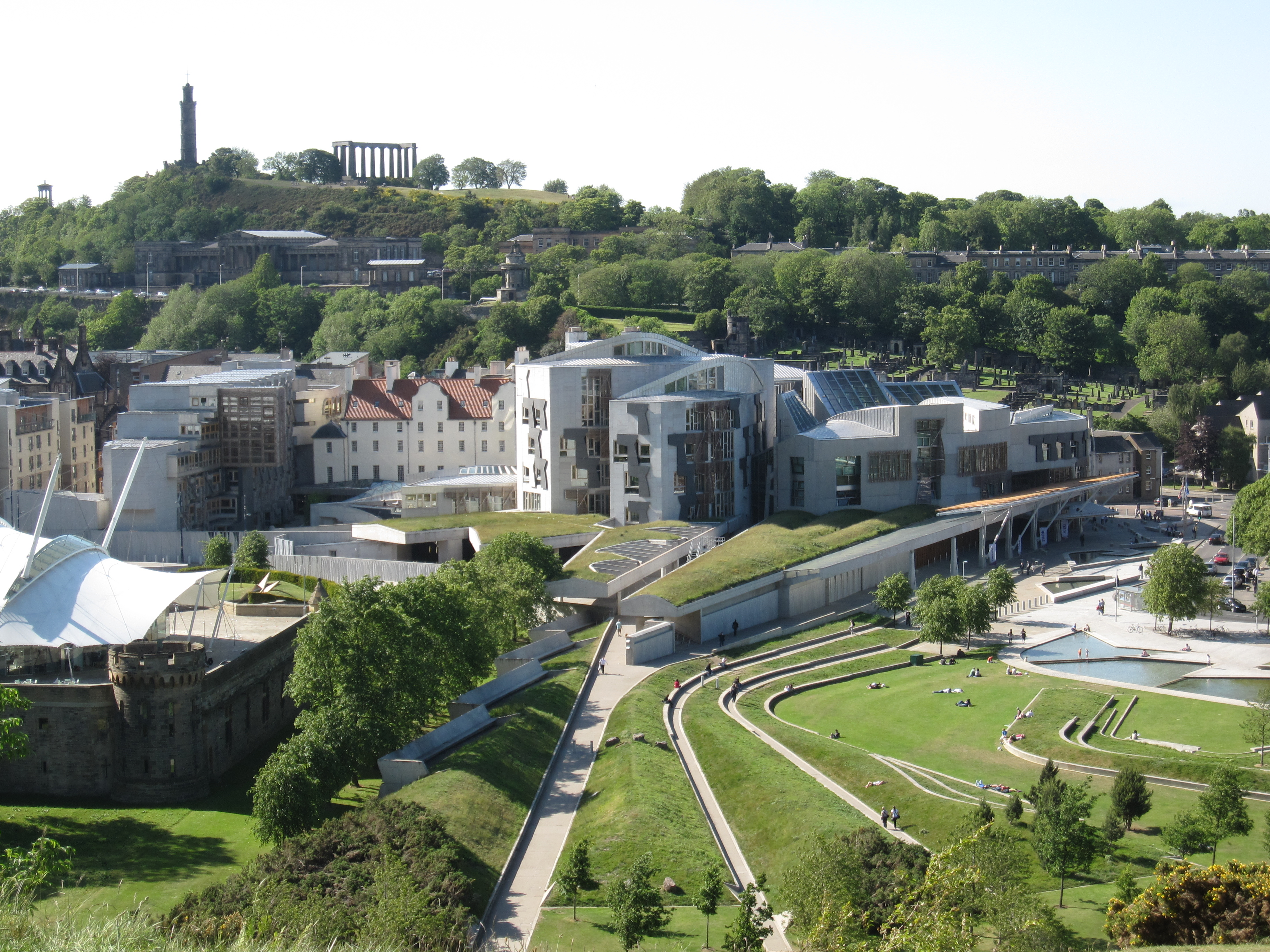
Общий вид на комплекс зданий

В западной части комплекса находится здание членов парламента, в котором размещаются офисы парламентариев и их советников. Северная часть здания шестиэтажная, южная — четырёхэтажная, в нём 114 комнат.

### Здание Кэнонгейт
В здании Кэнонгейт размещаются финансовые, снабженческие и информационные службы парламента. Оно занимает 58-й и 60-й номера улицы Кэнонгейт. Хотя это было одно из центральных сооружений в проекте Миральеса, после его смерти часть здания была снесена и заменена более массивной железобетонной конструкцией. Особенностью этого строения является то, что 18 метров второго этажа фасада нависают над первым без опор.

### Здание Куинсберри
Здание Кунсберри было построено в XVII веке и использовалось в основном как госпиталь. В ходе работ по строительству комплекса его значительно обновили, теперь в нём размещаются офисы председателя парламента, его заместителей и других официальных лиц.

### Другие строения
В восточной стороне комплекса расположены четыре башни, одна из которых является главным входом в здание парламента, вторая — главным холлом, в двух других размещаются офисы.

## Критика
Главным недостатком здания парламента Шотландии является высокая стоимость его строительства, а также то, что оно было завершено на полтора года позже, чем планировалось. Первоначальная смета проекта, представленная в 1998 году, составляла 40 млн фунтов стерлингов, однако с каждым годом быстро возрастала и конечная сумма, потраченная на строительство, дошла до 414 млн фунтов. По делу о перерасходе средств было начато так называемое «Холирудское расследование» (Holyrood inquiry), однако к ответственности никто привлечён не был.
Внешний вид здания также получил неоднозначную оценку. В опросе общественного мнения оно заняло четвёртое место из десяти самых уродливых зданий Великобритании. В то же время от архитектурных критиков здание получило высокую оценку, в частности в 2005 году приз Стирлинга (англ. Stirling Prize) Королевского института британских архитекторов (англ. Royal Institute of British Architects), самую престижную награду в британской архитектуре. Среди других наград приз Мануэля де ла Дехеза на VIII биеннале испанской архитектуры (Manuel de la Dehesa Prize, апрель 2005 года), Столетняя медаль Эдинбургской архитектурной ассоциации (март 2005 года), награда Эндрю Дулэна лучшему зданию Шотландии от Королевской корпорации архитекторов Шотландии (англ. RIAS Andrew Doolan Best Building in Scotland Award) и другие.
Недостатки здания отчасти вызваны изменением проекта уже в ходе строительства и после смерти Миральеса. Были добавлены строения для увеличения общей площади в два раза, также после терактов 11 сентября 2001 года была пересмотрена концепция безопасности комплекса: на окна здания членов парламента были установлены декоративные решётки, здание Кэнонгейт выходит на одноимённую улицу сплошной бетонной стеной толщиной около метра, что резко контрастирует с первоначальным замыслом о лёгкости и прозрачности.

## Архитектор
Здание парламента Шотландии — наиболее крупный из реализованных проектов архитектора Энрика Миральеса. Миральес родился в Барселоне 25 февраля 1955 года. Окончил архитектурную школу Каталонского политехнического университета (Universitat Politècnica de Catalunya). В 1993 году со своей второй женой, Бенедеттой Тальябуэ (англ. Benedetta Tagliabue), основал архитектурную компанию EMBT Architects. Умер в возрасте 45 лет от опухоли мозга.